# Sanford Bishop
Sanford Dixon Bishop Jr., né le 4 février 1947 à Mobile (Alabama), est un homme politique américain, représentant démocrate de Géorgie à la Chambre des représentants des États-Unis depuis 1993.

## Biographie
Originaire de Mobile, dans le sud de l'Alabama, Sanford Bishop étudie au Morehouse College d'Atlanta dont il sort diplômé en 1968. Il rejoint alors la United States Army, qu'il quitte en 1971, année où il obtient son juris doctor de la faculté de droit Emory. Il devient avocat.
Il entre à la Chambre des représentants de Géorgie en 1977. Il y siège jusqu'à son élection au Sénat de Géorgie en 1991.
En 1992, il se présente à la Chambre des représentants des États-Unis dans le 2e district de Géorgie, dans le sud-ouest de l'État. Le district vient d'être redécoupé et compte désormais plus d'Afro-Américains que de Blancs. Bishop, Afro-Américain, remporte la primaire démocrate face au représentant sortant blanc, Charles Floyd Hatcher, avec 53 % des voix. Il remporte l'élection générale avec 63,7 % des suffrages face au républicain Jim Dudley. Deux ans plus tard, il est réélu avec 66,2 % des voix. Les limites du district sont modifiées par la justice en 1996, redevenant majoritairement blanc. Entre 1996 et 2000, Bishop est réélu en rassemblant entre 53 et 57 % des suffrages.
Le 2e district est à nouveau redessiné en 2002. Cette année-là, Bishop est reconduit pour un sixième mandat sans opposant. Il est réélu par plus de deux tiers des votants en 2004, 2006 (après un nouveau redécoupage) et 2008. En 2010, il affronte le républicain Mike Keown. L'élection est considérée comme l'une des plus difficiles de sa carrière. Il est notamment critiqué pour son soutien à la politique du président Obama. Certains sondages de fin de campagne donnent Bishop à égalité avec son adversaire ou battu,. À l'occasion d'une « vague républicaine » nationale, il est réélu de peu avec 51,4 % des suffrages.
Après le recensement de 2010, la Géorgie gagne un siège de représentant et les districts sont redécoupés. Avec l'apport d'électeurs de Macon, le 2e district redevient majoritairement afro-américain et plus favorable aux démocrates. Sanford Bishop est réélu avec 63,8 % des voix en 2012 et 59,2 % en 2014.

## Positions politiques
Sanford Bishop est un démocrate fiscalement conservateur, membre de la Blue Dog Coalition,.